# White County (Indiana)
White County is een county in de Amerikaanse staat Indiana.
De county heeft een landoppervlakte van 1.309 km² en telt 25.267 inwoners (volkstelling 2000). De hoofdplaats is Monticello.

## Bevolkingsontwikkeling

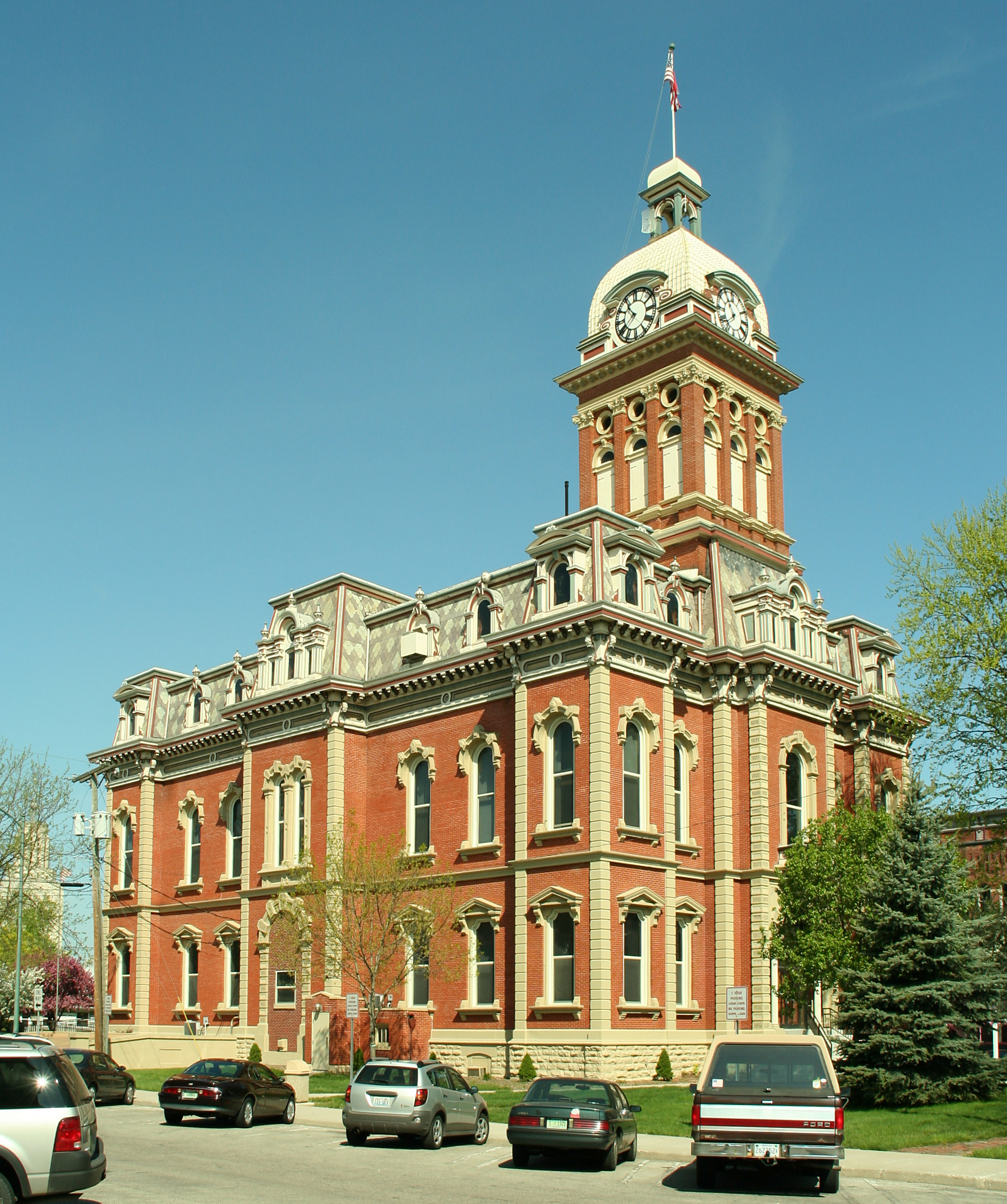
White County Courthouse